# Oreohelix waltoni
Oreohelix waltoni es una especie de molusco gasterópodo de la familia Oreohelicidae en el orden de los Stylommatophora.

## Distribución geográfica
Es  endémica de los Estados Unidos. 